# محمد المؤمن
محمد هشام حمد المؤمن مواليد عام (10 يوليو 1988 -)، إعلامي ومذيع ومقدم برامج كويتي.

## سيرته
ولد محمد المؤمن في الكويت في 10 يوليو 1988، تخرج من جامعة الكويت، وكانت بدايته كإعلامي عام 2005 مع انطلاق قناة الراي من خلال مشاركته في تقديم برامج الشباب والأخبار والبرامج السياسية، وبعدها إتجه الي تقديم العديد من البرامج الحوارية في قناة «Atv» الكويتية، ويأتي على رأسها برنامج «نقطة خلاف»، وهو حفيد المذيع الكويتي حمد المؤمن، أحد مؤسسي إذاعة الكويت.

## بعض برامجه
- برنامج أمة 2012 - قناة الراي.
- برنامج باب النقاش - تلفزيون المجلس.
- برنامج نقطة خلاف - قناة «Atv» الكويتية.
- برنامج المجلس - قناة أبواق اليوتيوبية.

## اعتناقه الديانة المسيحية وعودته للإسلام
في يناير 2021، فاجأ محمد المؤمن جمهوره ومتابعيه ورواد التواصل الاجتماعي من خلال فيديو قصير من خارج الكويت، أعلن فيه ارتداده عن الإسلام، مُعلنًا اعتناق الديانة المسيحية، وأصر على إظهار الصليب لتأكيد ما قاله للجمهور، مردّدا كلمات تبرز ديانته الجديدة مثل "نحن أبناء عيسى بن مريم"، وقام بتغيير اسمه إلى مواب المؤمن.
وفي 31 يناير 2022، انتشر مقطع فيديو للمذيع محمد المؤمن يُعلن فيه عودته للإسلام بعد عام تقريبًا من اعتناقه المسيحية.